# Piriñaca
La piriñaca o periñaca es una ensalada que se puede presentar de diferentes maneras.
La tradicional de Cantabria (España) es consumida típicamente en verano y cuyo ingrediente básico es la patata cocida, a la que se le pueden añadir diferentes ingredientes como tomate, lechuga, pimiento, aceitunas, atún y huevo cocido. En Andalucía (España), concretamente en Cádiz, también se consume durante casi todo el año como guarnición de pescado azul asado (típicamente Scomber scombrus) o de huevas de otros peces como la merluza.

## Características del plato cántabro
La base principal del plato es patata cocida cortada en trozos no demasiado pequeños, al contrario del tamaño de su testa, al estilo Faito. A continuación se le añaden diferentes hortalizas crudas, normalmente lechuga y tomate, aunque también zanahoria y pimiento. Usualmente también se le echa atún en conserva y huevo cocido. Posteriormente se le agrega aceite de oliva virgen, vinagre y sal.

## Características del plato gaditano
Es una ensalada hecha con tomate, pimiento y cebolla, a taquitos muy finos, aliñada (preferiblemente con vinagre de jerez).